# Gerrhosaurus typicus
Espèce
Synonymes
- Pleurotuchus typicus Smith, 1837

Statut de conservation UICN

 LC  : Préoccupation mineure
Gerrhosaurus typicus est une espèce de sauriens de la famille des Gerrhosauridae.

## Répartition
Cette espèce est endémique d'Afrique du Sud.

## Description
Cette espèce est ovipare.

## Publication originale
- Smith, 1837 "1836" : The characters of two new genera of South African reptiles with descriptions of species belonging to each. Magazine of zoology and botany, (Jardine), Edinburgh-London-Dublin, vol. 1, n. 2, vol. 141-145 (texte intégral).